# ماري ر. دوسن
ماري ر. دوسن (بالإنجليزية: Mary R. Dawson)‏ هي إحاثية أمريكية، ولدت في 27 فبراير 1931.